# Viggo Bielefeldt
Viggo Emil Bielefeldt, född 16 oktober 1851 i Köpenhamn, död 17 december 1909 där, var en dansk konsertsångare, tenorbaryton och sångpedagog.
Bielefeldt var kantor, bland annat vid Holmens kyrka i Köpenhamn. Han var även lärare och senare meddirektör vid kungliga musikkonservatoriet i Köpenhamn. Bielefeldt var en kultiverad sångare, vars område i synnerhet var den danska romansen och kantaten. Han har komponerat sånger, kantater, en Davidspsalm och utgett Melodier til Psalmebogen.